# توماس ويمر
توماس ويمر (بالألمانية: Thomas Wimmer)‏ هو سياسي ألماني، ولد في 1887 في ميونخ في ألمانيا، وتوفي بنفس المكان في 1964. حزبياً، نشط في الحزب الديمقراطي الاجتماعي الألماني. وقد انتخب عضو مجلس الشورى الموحد لبافاريا وانتخب عمدة.

## روابط خارجية
- توماس ويمر على موقع مونزينجر (الألمانية)